# Savournon
Savournon est une commune française située dans le département des Hautes-Alpes en région Provence-Alpes-Côte d'Azur.

## Géographie

### Climat
Pour des articles plus généraux, voir Climat de Provence-Alpes-Côte d'Azur et Climat des Hautes-Alpes.
En 2010, le climat de la commune est de type climat méditerranéen altéré, selon une étude du Centre national de la recherche scientifique s'appuyant sur une série de données couvrant la période 1971-2000. En 2020, Météo-France publie une typologie des climats de la France métropolitaine dans laquelle la commune est exposée à un climat de montagne ou de marges de montagne et est dans la région climatique Alpes du sud, caractérisée par une pluviométrie annuelle de 850 à 1 000 mm, minimale en été.
Pour la période 1971-2000, la température annuelle moyenne est de 9,8 °C, avec une amplitude thermique annuelle de 17 °C. Le cumul annuel moyen de précipitations est de 972 mm, avec 7,1 jours de précipitations en janvier et 5,1 jours en juillet. Pour la période 1991-2020, la température moyenne annuelle observée sur la station météorologique de Météo-France la plus proche, « Le Saix », sur la commune du Saix à 6 km à vol d'oiseau, est de 10,2 °C et le cumul annuel moyen de précipitations est de 865,4 mm. 
La température maximale relevée sur cette station est de 39,3 °C, atteinte le 23 août 2023 ; la température minimale est de −19 °C, atteinte le 7 février 2012,,.
Les paramètres climatiques de la commune ont été estimés pour le milieu du siècle (2041-2070) selon différents scénarios d'émission de gaz à effet de serre à partir des nouvelles projections climatiques de référence DRIAS-2020. Ils sont consultables sur un site dédié publié par Météo-France en novembre 2022.

## Urbanisme

### Typologie
Au 1er janvier 2024, Savournon est catégorisée commune rurale à habitat très dispersé, selon la nouvelle grille communale de densité à 7 niveaux définie par l'Insee en 2022.
Elle est située hors unité urbaine et hors attraction des villes,.

### Occupation des sols
L'occupation des sols de la commune, telle qu'elle ressort de la base de données européenne d’occupation biophysique des sols Corine Land Cover (CLC), est marquée par l'importance des forêts et milieux semi-naturels (68,7 % en 2018), en diminution par rapport à 1990 (70,7 %). La répartition détaillée en 2018 est la suivante : 
terres arables (29,1 %), forêts (29 %), milieux à végétation arbustive et/ou herbacée (23 %), espaces ouverts, sans ou avec peu de végétation (16,7 %), zones agricoles hétérogènes (2,3 %).
L'évolution de l’occupation des sols de la commune et de ses infrastructures peut être observée sur les différentes représentations cartographiques du territoire : la carte de Cassini (XVIIIe siècle), la carte d'état-major (1820-1866) et les cartes ou photos aériennes de l'IGN pour la période actuelle (1950 à aujourd'hui).

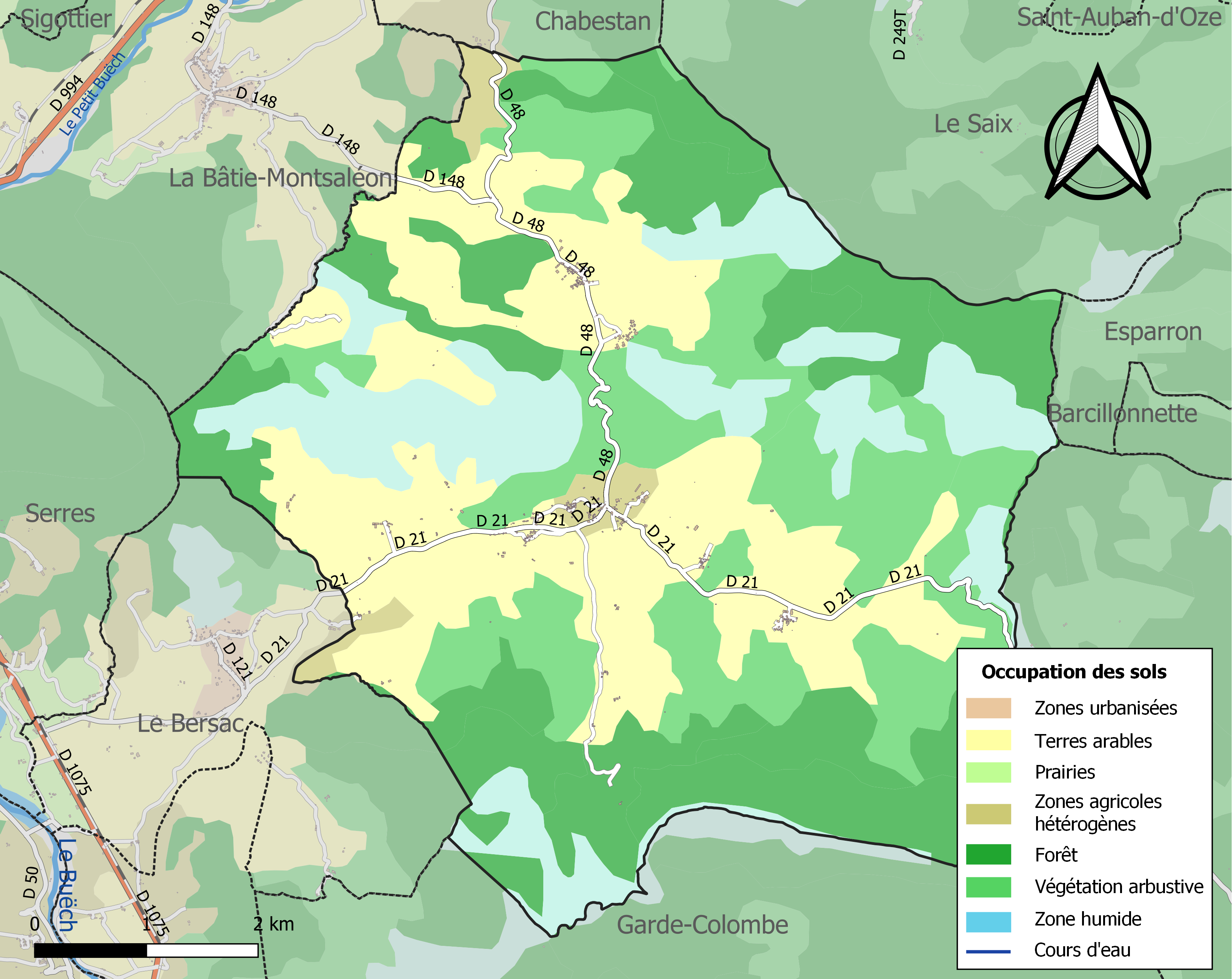
Carte de l'occupation des sols de la commune en 2018 (CLC).

## Toponymie
Le nom de la localité est attesté sous la forme Saorno en 1178 et en 1252  dans le cartulaire de Durbon, sous sa forme occitane Savornon en 1516 dans le rôle des décimes du diocèse de Gap.
Le nom du village est attesté Saorno en 1178, Saornonum en 1288 et Savornonum en 1292, probablement de *Saturno(n) variante du nom de personne roman Saturninus, soit Saturnin.
Savornon en occitan haut alpin selon la norme classique, Savournoun en provençal selon la norme mistralienne.

## Histoire
Mentionné au XIIe siècle.
Situé sur une ancienne voie romaine de Monêtier-Allemont à La Bâtie-Mont-Saléon.
Vestiges préhistoriques et antiques
- Dépôt de l'âge du Bronze.
- Vestiges gallo-romains.

## Politique et administration

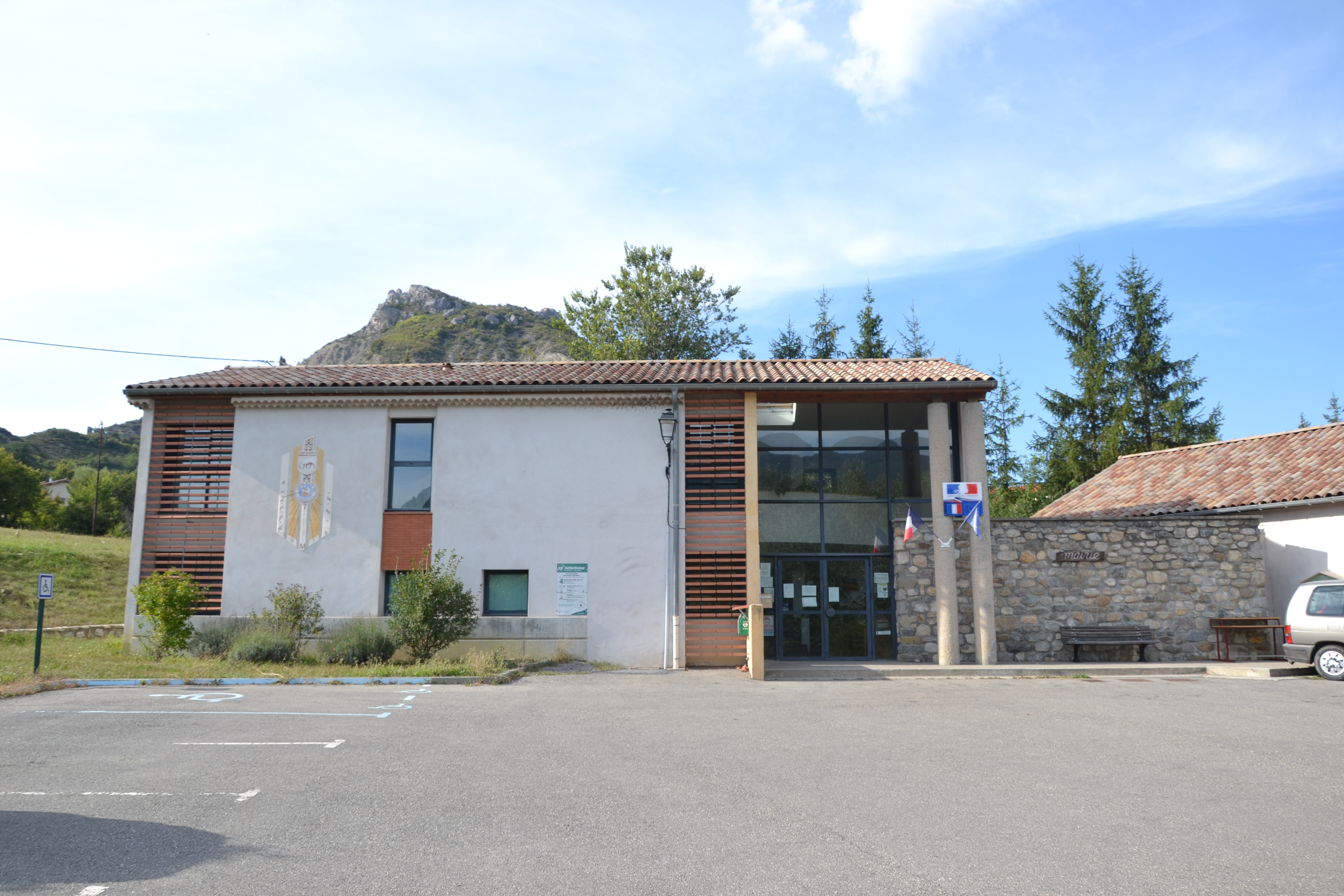
Mairie de Savournon.

### Liste des maires
| Période                                  | Période   | Identité        | Étiquette     | Qualité                           |
| ---------------------------------------- | --------- | --------------- | ------------- | --------------------------------- |
| Les données manquantes sont à compléter. |           |                 |               |                                   |
| mars 1983                                | mars 2001 | François Pujol  | DVG           | Ingénieur Conseil                 |
| mars 2001                                | mars 2004 | Robert Nunes    | Apparenté PCF |                                   |
| mars 2004                                | mars 2008 | Jean Germanaz   | DVG           |                                   |
| mars 2008                                | En cours  | Michel Rolland, |               | Ancienne profession intermédiaire |

### Intercommunalité
Savournon fait partie :
- de 1993 à 2017, de la communauté de communes du Serrois ;
- à partir du 1er janvier 2017, de la communauté de communes Sisteronais-Buëch.

## Démographie
L'évolution du nombre d'habitants est connue à travers les recensements de la population effectués dans la commune depuis 1793. Pour les communes de moins de 10 000 habitants, une enquête de recensement portant sur toute la population est réalisée tous les cinq ans, les populations de référence des années intermédiaires étant quant à elles estimées par interpolation ou extrapolation. Pour la commune, le premier recensement exhaustif entrant dans le cadre du nouveau dispositif a été réalisé en 2005.

En 2022, la commune comptait 244 habitants, en évolution de −4,31 % par rapport à 2016 (Hautes-Alpes : +0,4 %, France hors Mayotte : +2,11 %).
| 1793 | 1800 | 1806 | 1821 | 1831 | 1836 | 1841 | 1846 | 1851 |
| ---- | ---- | ---- | ---- | ---- | ---- | ---- | ---- | ---- |
| 726  | 584  | 703  | 691  | 762  | 738  | 658  | 630  | 649  |

| 1856 | 1861 | 1866 | 1872 | 1876 | 1881 | 1886 | 1891 | 1896 |
| ---- | ---- | ---- | ---- | ---- | ---- | ---- | ---- | ---- |
| 623  | 624  | 586  | 574  | 560  | 521  | 503  | 507  | 503  |

| 1901 | 1906 | 1911 | 1921 | 1926 | 1931 | 1936 | 1946 | 1954 |
| ---- | ---- | ---- | ---- | ---- | ---- | ---- | ---- | ---- |
| 502  | 469  | 405  | 367  | 285  | 283  | 290  | 283  | 250  |

| 1962 | 1968 | 1975 | 1982 | 1990 | 1999 | 2005 | 2006 | 2010 |
| ---- | ---- | ---- | ---- | ---- | ---- | ---- | ---- | ---- |
| 213  | 182  | 174  | 146  | 191  | 208  | 235  | 244  | 241  |

| 2015 | 2020 | 2022 | - | - | - | - | - | - |
| ---- | ---- | ---- | - | - | - | - | - | - |
| 253  | 248  | 244  | - | - | - | - | - | - |

## Économie
Élevage ovin : le village a donné son nom à une célèbre race de moutons, la race de Savournon, qui a donné naissance en 1947 à la race des Préalpes du Sud, dénomination actuelle.
Pâté de grives au genièvre, agneaux (réputés), miel de lavande.

## Culture locale et patrimoine

### Lieux et monuments

#### Architecture civile
- Au sommet du rocher " le château de l'Aigle ", ruines d'un donjon XIIe.
- Ruines d'un autre château XIIe.
- Château XVIIIe dans la plaine.

#### Architecture sacrée

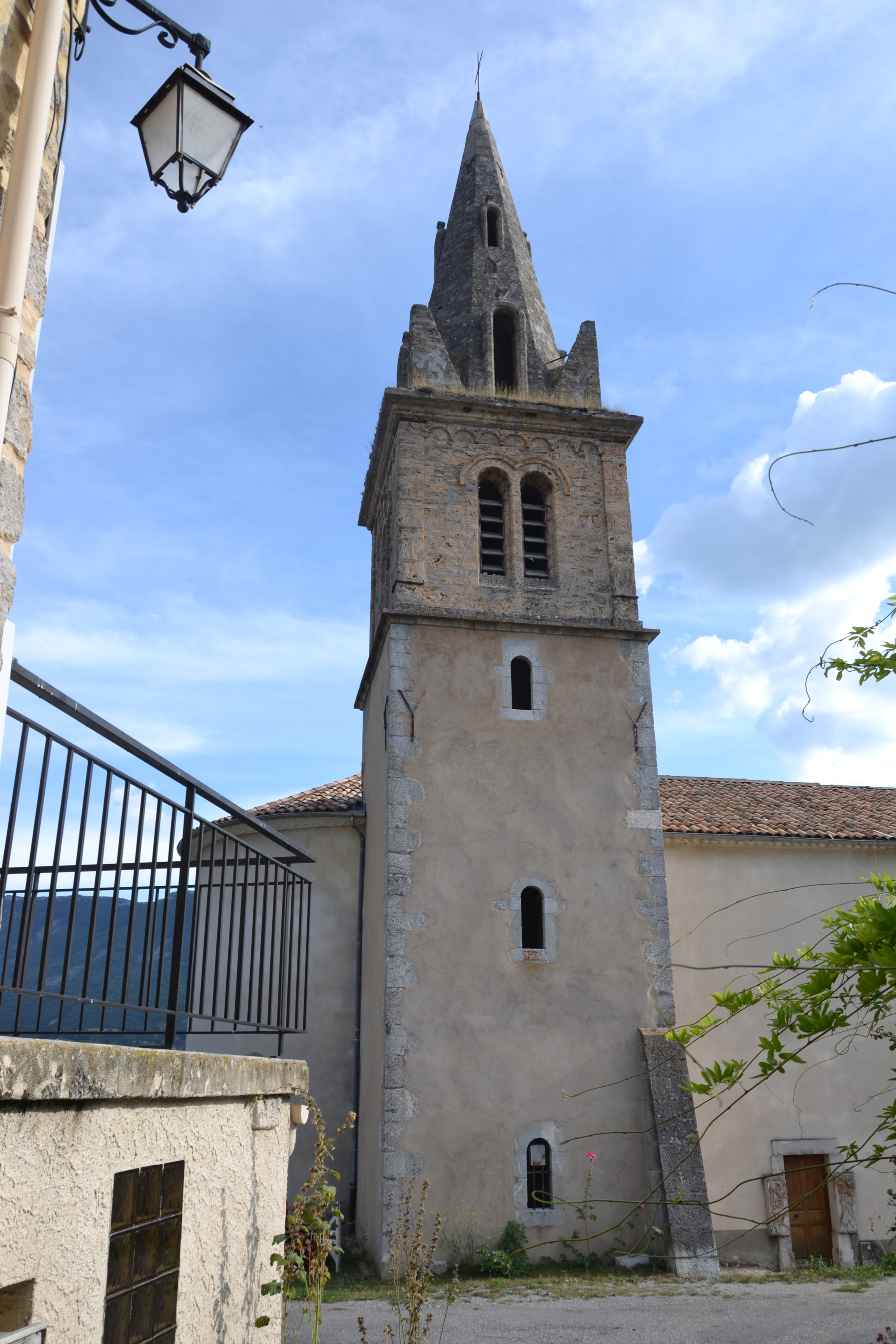
Église Saint Jacques-Saint Philippe de Savournon.

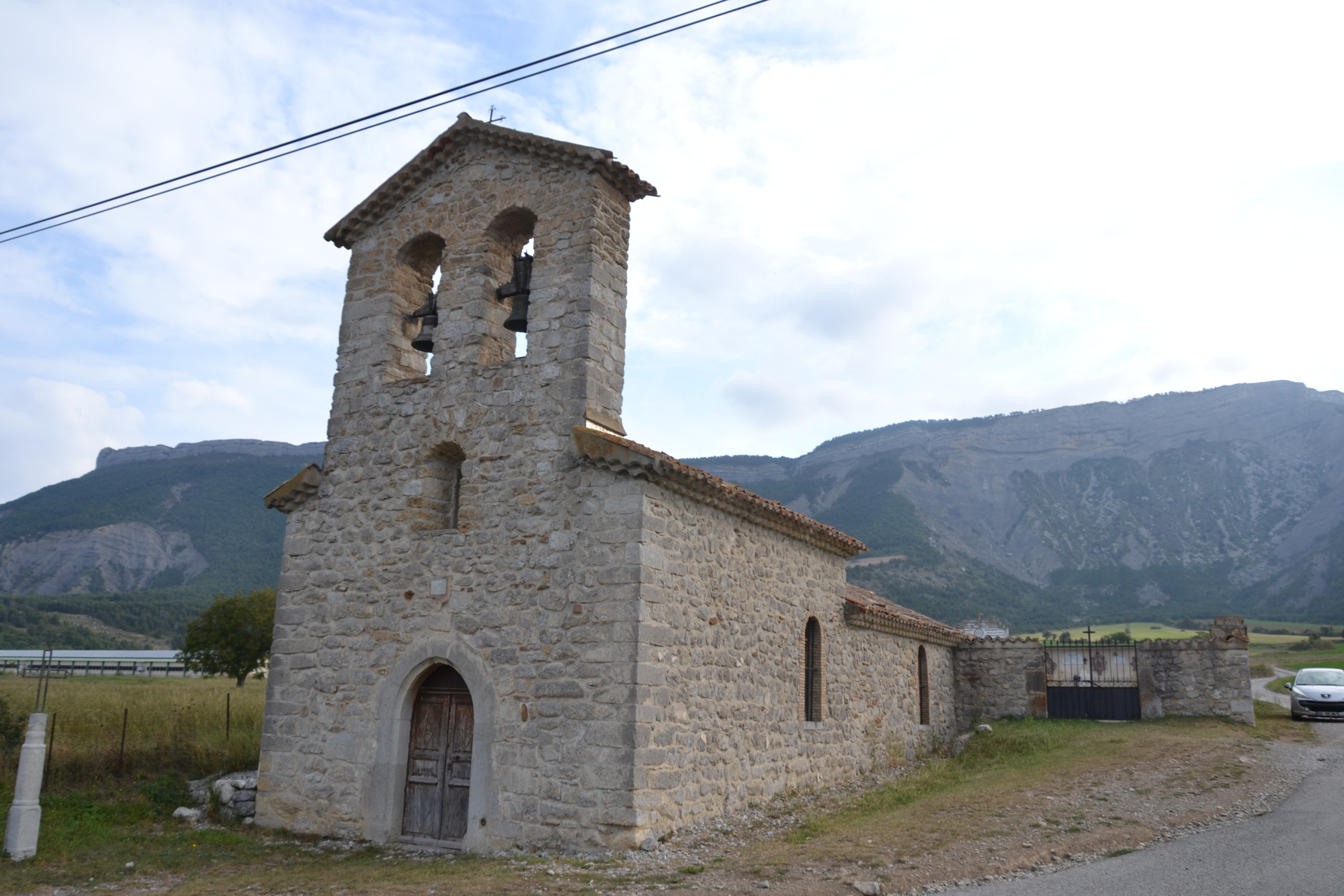
Église du Plan du Bourg Villelongue, entre le hameau de Villelongue et celui du Sarret, à Savournon.

- Église Saint-Jacques-et-Saint-Philippe de Savournon, XIXe sur une hauteur : gracieux clocher de pierres apparentes.
- Chapelle XIIe en ruine, à mi-pente à côté du château ruiné.
- Église Saint-Pierre du Plan-du-Bourg-Villelongue XIXe.

### Personnalités liées à la commune
- Victor Peytral (1874-1964), homme politique, ministre des travaux publics sous le Cartel des gauches, fut maire de la commune, conseiller général et député.
- Paulin Richier, 21 octobre 1896 à Savournon - 10 novembre 1973 à Villefranche-sur-Mer, industriel, fondateur en 1929 de l'entreprise à laquelle il a donné son nom.
- Philippe-François de Rastel de Rocheblave (1727-1802), officier de l'armée française, homme d'affaires et homme politique canadien, né à Savournon.

### Héraldique
| Blason de Savournon | Blason  | D'or à quatre pals de gueules, au mouton contourné et paissant d'argent brochant sur le tout, au chef d'azur chargé de l'inscription « omnia velut me » d'or. |
| Blason de Savournon | Détails | Le statut officiel du blason reste à déterminer. |